# Dieter Borchmeyer

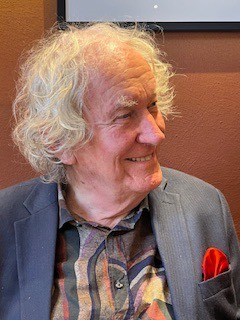
Dieter Borchmeyer, 2024

Dieter Borchmeyer (* 3. Mai 1941 in Essen) ist ein deutscher Germanist und Literaturwissenschaftler und zählt zu den „Granden der Germanistik in Deutschland“. Er war von 2004 bis 2013 Präsident der Bayerischen Akademie der Schönen Künste sowie Stiftungsratsvorsitzender der Ernst von Siemens Musikstiftung.

## Leben und Wirken
Borchmeyer ist der Sohn von Joseph Borchmeyer, Politiker und 1932/33 Reichstagsabgeordneter der Deutschnationalen Volkspartei (DNVP), und Bärbel Borchmeyer, geb. Schulten.
Er begann sein Studium der Germanistik und katholischen Theologie 1961 an der Universität München. Nach den Staatsexamina und der Promotion unterrichtete er von 1972 bis 1979 an einer Münchner Gesamtschule und war gleichzeitig Lehrbeauftragter am Germanistischen Seminar der Universität. Nach der Habilitation 1979 übernahm er Lehrstuhlvertretungen an den Universitäten in Erlangen und Würzburg. 1982 wurde er als Professor für Theaterwissenschaft an die Universität München berufen.
Seit 1988 war er Ordinarius für Neuere Deutsche Literatur und Theaterwissenschaft an der Universität Heidelberg. Von 1991 bis 1993 amtierte er als Dekan der Neuphilologischen Fakultät. Seine Zeit in Heidelberg wurde immer wieder unterbrochen durch Gastprofessuren an zahlreichen Universitäten in Frankreich, Österreich und vor allem den USA. Borchmeyer ist Professor emeritus an der Universität Heidelberg und Honorarprofessor an der Universität Graz.
Im Rahmen der für ihn gestifteten Dozentur „Heidelberger Vorträge zur Kulturtheorie“ lehrt er weiterhin an der Universität Heidelberg. Von 2004 bis 2013 war er Präsident der Bayerischen Akademie der Schönen Künste und Stiftungsratsvorsitzender der Ernst von Siemens Musikstiftung.
Sein Arbeitsfeld ist vor allem die deutsche Literatur vom 18. bis 20. Jahrhundert und das Musiktheater mit Monographien zu Goethe, Schiller, Mozart, Richard Wagner, Nietzsche und Thomas Mann. Sein Hauptwerk ist die Monographie „Was ist deutsch?“ in der er umfassend die Wandlungen der deutschen Identitätssuche im Spannungsfeld von nationaler Selbstbestimmung und Weltbürgerlichkeit analysiert.
Ende 2022 veröffentlichte Borchmeyer sein Monumentalwerk „Thomas Mann. Werk und Zeit“. Die Monographie gilt als erste Gesamtdarstellung des Werkes von Thomas Mann und als ein Standardwerk der Thomas-Mann-Forschung. Das Werk erschöpft sich nicht in den Details des Mann-Oeuvres und folgt nicht dem Trend des Biografismus, sondern fasst den ganzen Thomas Mann ins Auge, setzt ihn darüber hinaus in Beziehung zur mentalitätsgeschichtlichen, ästhetischen sowie weltliterarischen Tradition und beschreibt ihre spannungsreiche Parallelität zur geistigen Situation seiner Zeit. Außerdem analysierte Borchmeyer das politische Denken Thomas Manns und zeigte Kontinuitätslinien, die in der bisherigen Thomas-Mann-Forschung weitgehend unberücksichtigt blieben.
2024 widmete sich Dieter Borchmeyer in zwei Büchern („Laokoon und kein Ende. Über Grenzen und Entgrenzung der Künste“ und „,Ein Strahl zugleich von zwei Sonnen‘. Musik und Literatur in wiederholten Spiegelungen“) den Beziehungen der Künste zueinander: Die Laokoon-Studie umkreist das von Lessing angestimmte Thema der Grenzbestimmung der Künste, verfolgt den Laokoon-Diskurs im Umkreis der Weimarer Klassik wie der Frühromantik und weist seine Bedeutung für die Strukturbestimmung der Musik nach. In dem aus Aufsätzen mehrerer Jahrzehnte zusammengestellten Buch mit dem Titelzitat „Ein Strahl von zwei Sonnen ...“ (Grillparzer) verfolgt Borchmeyer an Beispielen die Wechselbeziehungen von Musik und Literatur vom 18. bis 20. Jahrhundert.

## Ehrungen
- Seit 2000 Ehrenmitglied der Ungarischen Goethe-Gesellschaft
- 2000 Verleihung des Bayerischen Literaturpreises (Karl-Vossler-Preis) durch den Bayerischen Staatsminister für Wissenschaft, Forschung und Kunst[8]
- Seit 2002 Ordentliches Mitglied der Bayerischen Akademie der Schönen Künste
- Seit 2004 Präsident der Bayerischen Akademie der Schönen Künste. Stiftungsratsvorsitzender der Ernst von Siemens Musikstiftung (bis 2013)
- 2005 Verleihung der Ehrendoktorwürde durch die Université Paul-Valéry, Montpellier III
- 2007 Ernennung zum Honorarprofessor an der Karl-Franzens-Universität Graz
- 2009 Verleihung der Bayerischen Verfassungsmedaille in Silber durch die Präsidentin des Bayerischen Landtags
- 2017 Verleihung der Goldenen Goethe-Medaille der Goethe-Gesellschaft Weimar[9]
- 2017 Verleihung des Bayerischen Verdienstordens durch den Bayerischen Ministerpräsidenten[10]

## Publikationen (Auswahl)

### Monographien
- Tragödie und Öffentlichkeit. Schillers Dramaturgie im Zusammenhang seiner ästhetisch-politischen Theorie und die rhetorische Tradition. München 1973 (Wilhelm Fink).
- Höfische Gesellschaft und Französische Revolution bei Goethe. Adeliges und bürgerliches Wertsystem im Urteil der Weimarer Klassik. Kronberg/Ts. 1977 (Athenäum).
- Das Theater Richard Wagners. Idee – Dichtung – Wirkung. Stuttgart 1982 (Reclam).
- Richard Wagner – Theory and Theatre. Oxford 1991 (Oxford University Press).
- Weimarer Klassik. Portrait einer Epoche. Weinheim 1994. Bearb. Neuaufl. 1998 (Beltz / Athenäum).
- „Des Grauens Süße“. Annette von Droste-Hülshoff. München 1997 (Hanser). Neuauflage: Annette von Droste-Hülshoff. Darf nur heimlich lösen mein Haar. München 2003 (Deutscher Taschenbuch Verlag).
- Goethe. Der Zeitbürger. München 1999 (Hanser).
- Richard Wagner. Ahasvers Wandlungen. Frankfurt am Main 2002 (Insel).
- Macht und Melancholie. Schillers Wallenstein. Überarbeitete Neuauflage mit einem Geleitwort v. Raymond Klibansky. Neckargemünd und Wien 2003 (Edition Mnemosyne).
- Drama and the World of Richard Wagner. Princeton University Press 2003.
- Goethe. (DuMont Schnellkurs). Köln 2005.
- Mozart oder die Entdeckung der Liebe. Insel, Frankfurt am Main 2005.
- Nietzsche, Cosima, Wagner; Porträt einer Freundschaft. Insel, Frankfurt 2008.
- Richard Wagner. Werk – Leben – Zeit. Reclam, Ditzingen 2013, ISBN 978-3-15-010914-4.
  - Chinesische Übersetzung: 理查德·瓦格纳，作品-生平-时代 (Richard Wagner, Werk-Leben-Zeit） 赵蕾莲 译（übersetzt v. Zhao, Leilian)，黑龙江教育出版社 (Heilongjiang Educational Press), 2015, ISBN 978-7-5316-7794-9.
- Was ist deutsch? – Die Suche einer Nation nach sich selbst. Rowohlt, Berlin 2017, ISBN 978-3-87134-070-3.
- Thomas Mann. Werk und Zeit. Insel, Berlin 2022, ISBN 978-3-458-64341-8.
- Laokoon und kein Ende. Über Grenzen und Entgrenzung der Künste. Königshausen & Neumann, Würzburg 2024.
- „Ein Strahl zugleich von zwei Sonnen“. Musik und Literatur in wiederholten Spiegelungen. Laaber, Lilienthal 2024.
- 什么是德意志音乐，博希迈尔教授中国讲演录 (Was ist deutsche Musik, Vorträge von Dieter Borchmeyer in China) 姜林静、余明锋 译 (übersetzt v. Jiang, Linjing & Yu, Mingfeng), 商务印 (The Commercial Press), 2020, 2. Aufl. 2024, ISBN 978-7-100-19022-0.

### Editionen
- Richard Wagner: Dichtungen und Schriften. Jubiläumsausgabe in 10 Bänden. Hrsg. [und kommentiert] von Dieter Borchmeyer Frankfurt am Main 1983 (Insel)
- Goethe: Dramen 1765–1775. Unter Mitarbeit von Peter Huber hrsg. [und kommentiert] von Dieter Borchmeyer. In: Goethe: Sämtliche Werke. Briefe, Tagebücher und Gespräche. I. Abt. Bd. 4. Frankfurt am Main 1985 (Deutscher Klassiker Verlag)
- Moderne Literatur in Grundbegriffen. Hrsg. von Dieter Borchmeyer und Viktor Žmegač. Königstein/Ts. 1987 (Athenäum). Zweite, neubearbeitete Auflage, Tübingen 1994 (Niemeyer)
- Goethe: Dramen 1776–1790. Unter Mitarbeit von Peter Huber hrsg. [und kommentiert] von Dieter Borchmeyer In: Goethe: Sämtliche Werke. Briefe, Tagebücher und Gespräche. I. Abt. Bd. 5. Frankfurt am Main 1988 (Deutscher Klassiker Verlag)
- Goethe: Werke. 6 Bände Winkler Weltliteratur Dünndruck-Ausgabe [neu hrsg., mit Geleitwort und Nachworten versehen von Dieter Borchmeyer] München 1992 (Artemis & Winkler)
- Goethe: Dramen 1791–1832. Hrsg. v. Dieter Borchmeyer und Peter Huber. In: Goethe: Sämtliche Werke. Briefe, Tagebücher und Gespräche. I. Abt. Bd. 6. Frankfurt am Main 1993 (Deutscher Klassiker Verlag)
- Nietzsche und Wagner. Stationen einer epochalen Begegnung. 2 Bände Hrsg. von D. B. und Jörg Salaquarda. Frankfurt am Main 1994 (Insel)
- Richard Wagner. Der Ring des Nibelungen. Ansichten des Mythos. Hrsg. v. Udo Bermbach und Dieter Borchmeyer. Stuttgart 1995 (Metzler)
- Richard Wagner und die Juden. Hrsg. v. Dieter Borchmeyer, Ami Maayani u. Susanne Vill. Stuttgart/Weimar 2000 (Metzler)
- Johann Wolfgang von Goethe: Faust. Sämtliche Dichtungen. Mit einem Nachwort von Dieter Borchmeyer. Düsseldorf u. Zürich 2003 (Artemis & Winkler)
- Der Ernstfall. Martin Walsers „Tod eines Kritikers“. Hrsg. v. Dieter Borchmeyer / Helmuth Kiesel. Hamburg 2003 (Hoffmann & Campe)
- Mozarts Opern. Das Handbuch. Hrsg. von Dieter Borchmeyer und Gernot Gruber. 2 Teilbände. Laaber 2007 (Laaber), ISBN 978-3-89007-463-4.
- Franz Wilhelm Beidler: Cosima Wagner. Ein Porträt. Richard Wagners erster Enkel: Ausgewählte Schriften und Briefwechsel mit Thomas Mann. Hrsg., komm. u. mit einem biographischen Essay v. Dieter Borchmeyer. 3. Auflage. Königshausen & Neumann, Würzburg 2011.
- Thomas Mann: Joseph und seine Brüder. Hrsg. v. Jan Assmann, Dieter Borchmeyer et al. (Thomas Mann, Große kommentierte Frankfurter Ausgabe. Bd. 7/8). Frankfurt am Main 2018 (S. Fischer)

Borchmeyer ist darüber hinaus Herausgeber der Buchreihe „Heidelberger Beiträge zur deutschen Literatur“ (seit 1998), Mitherausgeber der Buchreihe „Theatron. Studien zur Geschichte und Theorie der dramatischen Künste“ (seit 1988), der Zeitschrift „Wagnerspectrum“ und der Buchreihe „Wagner in der Diskussion“ (seit 2005).
Ca. 300 Beiträge in Sammelwerken und Aufsätze befassen sich vorwiegend mit deutscher Literatur und der Theatergeschichte vom 18. bis 20. Jahrhundert. Er ist Programmheftautor u. a. der Bayreuther Festspiele und für die Bayerische Staatsoper.
Seine journalistischen Arbeiten erscheinen in der Frankfurter Allgemeine Zeitung, der Süddeutschen Zeitung, der Zeit, Neuen Zürcher Zeitung und anderen Zeitungen und Zeitschriften.

### Artikel
- Vom Kuß der Liebe und des Todes. Eros und Thanatos in der Oper. In: Geist, Eros und Agape. Untersuchungen zu Liebesdarstellungen in Philosophie, Religion und Kunst . Königshausen & Neumann, Würzburg 2009, ISBN 978-3-8260-3923-2, S. 369–381.[11]
- Was ist deutsch? Variationen eines Themas von Schiller über Wagner zu Thomas Mann. (Vortrag 2008, Abdruck auf tmfm.de, abgerufen am 5. August 2025)

### Festschrift
- Getauft auf Musik. Festschrift für Dieter Borchmeyer. Hrsg. Udo Bermbach, Hans Rudolf Vaget (mit Auswahlbibliographie). Königshausen & Neumann, Würzburg 2006, ISBN 978-3-8260-3398-8.